# Apogon thermalis
 Apogon thermalis és una espècie de peix de la família dels apogònids i de l'ordre dels perciformes.

## Morfologia
Els mascles poden assolir els 8 cm de longitud total.

## Distribució geogràfica
Es troba a KwaZulu-Natal (Sud-àfrica) i a l'oest del Pacífic.